# Малолосская конституция
Малолосская конституция — основной закон Филиппинской Республики 1898—1901 годов. Была принята Революционным конгрессом в октябре — ноябре 1898 года в селении Барасоаин близ города Малолос; введена в действие 21 января 1899 года.

### Основные поправки
- Наделила законодательный орган(однопалатное национальное собрание) правом полного контроля над деятельностью исполнительной власти и судебных органов.
- Всеобщие прямые выборы.
- Отделение церкви от государства.
- Обязательное и бесплатное обучение.
- Равноправие языков всех филиппинских народностей.[2]

## Захват Филиппин и итоги конституции
Вследствие войны, начатой США в феврале 1899 против Филиппинской Республики, и последующего захвата Филиппин США Малолосская конституция не была проведена в жизнь, но она оставила глубокий след в сознании народа, и США, вводя в 1902 закон об управлении Филиппинами, были вынуждены включить в него некоторые положения Малолосская конституция.